# ホテルウォーズ
ホテルウォーズ（Hotel Wars）は、ボーステックが1986年に発売した経営シミュレーションゲーム。
PC-9800シリーズがオリジナルで、その後他機種にも移植された。

## 概要
ヨーロッパを舞台にホテルを経営し、決められた期間内でホテルの数と資産を競うゲーム。人間プレイヤー（1人 - 4人）とコンピュータ（最低1チーム）の全5チームで行う。コンピュータのチームが何をしているかは表示されない。
ゲームは1ヶ月単位で進み、9つのコマンドから1つだけ選択する。難易度は5段階から選択でき、難易度が上がるにつれてゲーム開始時の資金が少なくなり、また期限も早くなる。難易度の数字は一般的なゲームとは逆に少ない方が難しくなる。また、年ごとに景気が「良い」「普通」「悪い」の3段階に変化し、それによってゲームの進行に影響が及ぼされる。自分の順番が終わる度にその月の収支が表示され、それにより資金が増減する。
ホテル数が10軒、かつ資金が500万ドル以上を達成したプレイヤーが勝利となり、ゲームが終了する。全ての人間プレイヤーが破産（資金がマイナスとなる）もしくは他社に乗っ取られるか、期限が来たときもゲーム終了。
現在はプロジェクトEGGでX68000版が販売されている。

## 登場する都市
数字はゲーム中で使用する都市コード。
1. ストックホルム
2. コペンハーゲン
3. ベルリン
4. ウィーン
5. ソフィア
6. アテネ
7. イスタンブール
8. ローマ
9. ミュンヘン
10. フランクフルト
11. アムステルダム
12. ロンドン
13. グラスゴー
14. パリ
15. マルセイユ
16. マドリード
17. リスボン
18. カサブランカ

冷戦終結以前に作られた作品であるためか、東欧の都市はほとんど入っていない。

## コマンド
0：ホテルの建設
都市を選ぶと地図が表示され、カーソルキーで地区を選択すると土地を借りる交渉に入る。1つの都市に建設できるのは全チーム合わせて4軒までで、すでに他チームが押さえた地区には建設できない。賃料の交渉は3回行われ、合意できれば建設期間（2ヶ月 - 5ヶ月）と1ヶ月ごとの建設費が表示され、画面上の地図にピン（プレイヤーごとに色分けされている）が立つ。合意が成立した月から完成する月まで、コマンド終了後に「建設を続けますか」と聞かれる。3回目の交渉で合意できなければ交渉決裂となり、その月はまるごと無駄になってしまう。
1：シェフを雇う
2：マネジャーを雇う
ホテルが完成した（もしくはホテルを購入した）直後はシェフもマネジャーもいないので、これらを雇うことになる。1ヶ月につきどちらか一方しか雇えないので、月ごとの優先順位を考えて選択しなければならない。いずれも場合も支度金（最大10万ドル）を払うと派遣完了となるが、支度金が少ないと「そんな端金では一流シェフ（マネジャー）は雇えません」と返され、その月はまるごと無駄になってしまう。支度金の金額によって初期能力が変化する。後述の研修で能力を上げることになる。
3：ホテルの売買
自分が持っているホテルを売却するか、他のプレイヤーが手放して売り出し中のホテル（白いピン）を購入することができる。やはり交渉は3回行われる。
4：他社の乗っ取り
このコマンドを選ぶとどの会社を乗っ取るかを聞かれ、選択するとその会社を乗っ取るための株主総会が開かれる。賛否がバーグラフで表示され、賛成が反対を上回れば乗っ取り成功となり、資産はそのプレイヤーのものになるが、乗っ取りの時点で乗っ取られた側のシェフとマネジャーは解雇されるので、時期によってはリスクが大きくなる。また、建設中だったホテルは建設中止となり、ピンが黒くなる。乗っ取る会社株を多く持っているほど成功率は高くなる。
5：株の売買
1万株単位で最大10万株まで自社もしくは他社の株を売買することができる。ただし、2万株以上買おうとすると買えないことが多い。また、売買をやめるを選択すると株価表を見たからという口実で1万ドル持って行かれてしまう。なお、初期状態では持ち株はゼロではなく、自社株1万株を保有している。
6：研修
シェフかマネジャーのいずれか一方を研修に出し、能力を上げる。最高額の10万ドルで雇ったシェフやマネジャーでも、時が経つにつれて能力が落ちるため、何もすることがない場合は研修に出すことが奨められている。費用はシェフが1万5千ドル、マネジャーが2万ドル。
7：銀行からの融資
銀行から融資を受ける。返済額と返済期限が表示される。返済期限に資金が不足しているとホテルが差し押さえられてしまい（ピンが白くなる）、それでも不足すれば破産となる。また、このコマンドはいつでもできるわけではなく、「銀行は閉鎖中です」になってしまいコマンド選択やり直しとなってしまうこともある。
8：電話
電話番号を入れるといろいろなことができる。番号は「104」と入れると表示される。
- コンサルタント：各ホテルごとに現在のシェフとマネジャーの能力、生産性が表示される。赤文字で出るとそのホテルは赤字経営である。「他社の情報が知りたいですか」と聞いてきたときにリターンキー（Yes）を押すと1万ドルでコンピュータプレイヤーの行動とその月の収支、現在の資金が出る。
- 保険屋：「ご用件はなんですか」と聞いてきたときに「ホケンカケル」と入れると火災保険を掛ける。期間は1年で保険料は5万ドル。火災が発生した後に電話して「ホケンキン」と入れると焼失したホテル1軒につき保険金50万ドルが支払われる。
- 和風会本部：総会屋。利用すると乗っ取りの成功率は高くなるが、弊害も多い。まず着手金として50万ドルを要求され、失敗しても戻ってこない。そして毎月数万ドルの寄付を求められる。
- 110番：普通は「用もないのに警察に掛けるな!」という反応だが、和風会にゆすられているときに掛けると「悪い総会屋にゆすられていますね。助けてあげます」と出た後、乗っ取りを依頼したということで10万ドル単位の罰金を掛けられるが寄付の要求は止まる。
- 作者：作者からのメッセージが出る。

9：何もしない
このコマンドの選択はあまり推奨されていない。使う場面は最初のホテルが完成するまでである。
S：データの保存
データを10件まで保存することができる。

## 月ごとの危険
12ヶ月の中には危険な月がある。シェフやマネジャーを雇う優先順位にもなる。以下に例示する。
- 4月には税務署の特別査察があり、マネジャーの能力如何によっては10万ドル単位での罰金が科せられる。完成直後などでマネジャーがいない場合は間違いなく2万数千ドルの罰金となる。罰金が払えないとホテルが差し押さえられる。
- 夏季（6月から8月）はシェフの能力如何によっては食中毒が起きることがあり、食中毒を起こしたホテルは1ヶ月営業停止となる。完成直後などでシェフがいない場合は間違いなく起きる。
- 冬季（12月から2月）は火災という最大の危険がある。火災が起きるとそのホテルはなくなってしまう（ピンが黒くなる）。マネジャーの能力如何によって確率が上下するが、景気が悪い年ほど発生する確率が高くなる。